# Horná Súča
Horná Súča je naseljeno mjesto u okrugu Trenčín u  Trenčínskom kraju u Slovačkoj.

## Stanovništvo
| Godina:     | 1993. | 2003.   | 2013.   | 2023.   |
| ----------- | ----- | ------- | ------- | ------- |
| Broj ljudi: | 3649  | 3504    | 3417    | 3276    |
| Razlika:    |       | -3,97 % | -2,48 % | -4,12 % |

| Godina:     | 2022. | 2023.   |
| ----------- | ----- | ------- |
| Broj ljudi: | 3294  | 3276    |
| Razlika:    |       | -0,54 % |

Prema podacima o broju stanovnika iz 2023. godine naselje je imalo 3276 stanovnika.

## Vanjske poveznice
|  | Zajednički poslužitelj ima još gradiva o temi Horná Súča |

- Službena stranica naselja (sl.)